# Wadelincourt, Ardennes
 Wadelincourt  là một xã ở tỉnh Ardennes, thuộc vùng Grand Est ở phía bắc nước Pháp.